# マッキーン・ウラソフ過程
確率論では、マッキーン・ウラソフ過程は、確率微分方程式によって記述される確率過程であり、拡散係数は解自体の分布に依存する 。この方程式はウラソフ方程式のモデルであり、1966年にヘンリー・マッキーンによって最初に研究された 。それは相互作用する粒子の平均場システムの限界として得ることができるという点で、カオスの伝播の例である:粒子の数は無限大になる傾向があるので、任意の単一の粒子とプールの残りの部分との間の相互作用は粒子自体にのみ依存する。

## 定義
測定可能な関数{\displaystyle \sigma :\mathbb {R} ^{d}\times {\mathcal {P}}(\mathbb {R} ^{d})\to {\mathcal {M}}_{d\times d}(\mathbb {R} )} を考える。{\displaystyle {\mathcal {P}}(\mathbb {R} ^{d})} は確率分布のワッサースタイン計量{\displaystyle W_{2}}を備えた上{\displaystyle \mathbb {R} }の空間であり、{\displaystyle {\mathcal {M}}_{d}(\mathbb {R} )}は次元{\displaystyle d}の正方行列の空間である。測定可能な関数{\displaystyle b:\mathbb {R} ^{d}\times {\mathcal {P}}(\mathbb {R} ^{d})\to {\mathcal {M}}_{d}(\mathbb {R} )}について、 {\displaystyle a(x,\mu ):=\sigma (x,\mu )\sigma (x,\mu )^{T}}を定義する。
確率的プロセス{\displaystyle (X_{t})_{t\geq 0}}は、次のシステムを解く場合のマッキーン–ヴラソフ過程である:
- {\displaystyle X_{0}} has law {\displaystyle f_{0}}
- {\displaystyle dX_{t}=a(X_{t},\mu _{t})dB_{t}+b(X_{t},\mu _{t})dt}

{\displaystyle \mu _{t}={\mathcal {L}}(X_{t})}は{\displaystyle X}の法を記述し、 {\displaystyle dB}はウィーナー過程を示す。このプロセスは、{\displaystyle \mu _{t}}のダイナミクスが{\displaystyle \mu _{t}}に線形に依存しないという意味で非線形である。 

## 解の存在
次の定理が見つかっている
Existence of a solution ― {\displaystyle b}と{\displaystyle \sigma } がリプシッツ連続であり,以下を満たす定数 {\displaystyle C>0} があるとする:
{\displaystyle |b(x,\mu )-b(y,\nu )|+|\sigma (x,\mu )-\sigma (y,\nu )|\leq C(|x-y|+W_{2}(\mu ,\nu ))}
{\displaystyle W_{2}}はワッサースタイン計量である。
{\displaystyle f_{0}}が有限の変数を持つとする
任意の{\displaystyle T>0}に対し {\displaystyle [0,T]}上の方程式に対して一意の強解が存在しする。マッキーン・ウラソフ方程式系はさらに、その法則は非線形フォッカー・プランク方程式に対するユニークな解である。:
{\displaystyle \partial _{t}\mu _{t}(x)=\nabla \cdot \{b(x,\mu _{t})\mu _{t}\}+{\frac {1}{2}}\sum \limits _{i,j=1}^{d}\partial _{x_{i}}\partial _{x_{j}}\{a_{ij}(x,\mu _{t})\mu _{t}\}}

## カオスの伝搬
マッキーン - ヴラソフ過程は、カオス伝播の一例である 。これが意味することは、多くのマッキーン・ウラソフ過程が確率微分方程式{\displaystyle (X_{t}^{i})_{1\leq i\leq N}}の離散系の極限として得られるということである。
形式的に、{\displaystyle (X^{i})_{1\leq i\leq N}}を{\displaystyle d}次元解の上で定義する:
- {\displaystyle (X_{0}^{i})_{1\leq i\leq N}} are i.i.d with law {\displaystyle f_{0}}
- {\displaystyle dX_{t}^{i}=a(X_{t}^{i},\mu _{X_{t}})dB_{t}^{i}+b(X_{t}^{i},\mu _{X_{t}})dt}

ここで{\displaystyle (B^{i})_{1\leq i\leq N}}はブラウン運動であり、 {\displaystyle \mu _{X_{t}}} は{\displaystyle X_{t}}に関連付けられた経験尺度である。これは {\displaystyle \mu _{X_{t}}:={\frac {1}{N}}\sum \limits _{1\leq i\leq N}\delta _{X_{t}^{i}}}で定義され、{\displaystyle \delta }はディラック測度である。
カオスの伝播は、粒子の数が{\displaystyle N\to +\infty }になると、任意の2つの粒子間の相互作用が消え、ランダムな経験的測度{\displaystyle \mu _{X_{t}}}が決定論的分布{\displaystyle \mu _{t}}に置き換えられるという特性がある。
いくつかの規則性条件下では、今定義した平均場過程は対応するマッキーン-ウラソフ過程に収束する。

## 応用
- 平均場近似
- 平均場ゲーム理論[5]
- ランダム行列: ランダム対称行列の固有値ダイナミクスに関するダイソンのモデルとウィグナー半円分布を含む[6]